# Vincent Blok
Vincent Blok (* 1970 in Den Haag) ist ein niederländischer Philosoph und Hochschullehrer. Er lehrt aktuell (Stand: Juli 2019) als außerordentlicher Professor an der Fakultät für Sozialwissenschaften der Universität Wageningen.

## Leben und Wirken
Vincent Blok studierte an der Universität Leiden Philosophie. 2005 promovierte er dort mit einem technikphilosophischen Thema. Von 2002 bis 2005 hatte Blok einige Positionen im Gesundheitsmanagement inne. 2006 wurde er Direktor des Louis-Bolk-Instituts, eines Instituts, das sich Forschungsthemen des ökologischen, nachhaltigen Landbaus, der Ernährung und der Gesundheit widmet.
Bloks Forschungsinteressen liegen einerseits im Bereich der Philosophie und andererseits im Bereich der Managementforschung. Im engeren Bereich der Philosophie beschäftigt er sich mit philosophischen Methoden (Phänomenologie, Hermeneutik, Dekonstruktion) sowie mit den Philosophien von Martin Heidegger und Ernst Jünger. Im Bereich der Managementforschung beschäftigt er sich mit Themen wie einem nachhaltigen Unternehmertum und der Unternehmensethik. Beide Richtungen verbindet er in Themen wie der Philosophie der Wissenschaft, der Technologie, der Innovation und des Managements.
Blok veröffentlichte seine Forschungsergebnisse in Zeitschriften wie dem Journal of Business Ethic, dem Journal of Cleaner Production, dem Journal of Agricultural and Environmental Ethics, dem Journal der British Society for Phenomenology, den Studia Phasenomenologica und dem Journal of Responsible Innovation. Exemplarisch für Bloks verbindende Betrachtungsweise von Technik- und Technologiethemen und deren philosophischer Bewertung mag der Artikel im Heidegger-Jahrbuch 10 „Denken als Handlung. Heideggers Besinnung auf das Wesen des Menschen im Zeitalter des human enhancement.“ stehen.

## Werke (Auswahl)
- Rondom de vloedlijn : filosofie en kunst in het machinale tijdperk ; een confrontatie tussen Heidegger en Jünger. Aspekt, Soesterberg 2005 (zugl. Diss.  Univ. Leiden 2005)
- Ernst Jünger's philosophy of technology : Heidegger and the poetics of the anthropocene. Routledge, New York / London 2017